# سینمای تونس

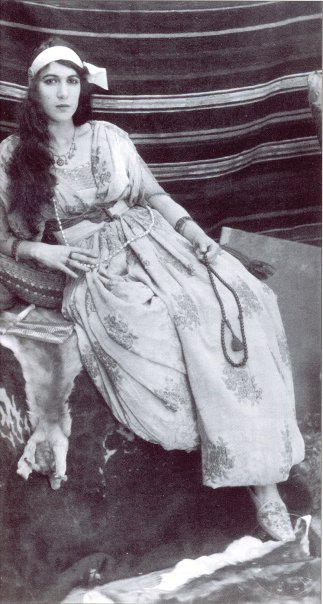
هایدی تمزالی در سال ۱۹۲۲. اولین بازیگر زن سینمای تونس

سینمای تونس به تاریخ سینما در تونس و همچنین به بدنه سینمایی و فیلم‌های تولید شده در این کشور اشاره دارد. سینما در تونس در سال ۱۸۹۶ معرفی شد. هنگامی‌که برادران لومیر در خیابان‌های تونس به نمایش فیلم پرداختند.
در سال ۱۹۱۹ اولین فیلم بلند در آفریقای شمالی و در تونس به نام ۵ جنتلمن نفرین شده فیلمبرداری شد. این فیلم با عوامل غیر بومی و غیر آفریقایی تولید گردید. ۵ سال بعد در سال ۱۹۲۴ ساماما-چیکلی یک فیلم داستانی با نام دختری از کارتاژ را کارگردانی کرد و بدین ترتیب او به یکی از اولین فیلمسازان بومی آفریقای شمالی تبدیل شد.
با این همه حدود ۴۰ سال طول کشید تا اولین فیلم سینمایی ۳۵ میلی‌متری در تونس ساخته شود. در سال ۱۹۶۶ فیلم طلوع به نویسندگی و تهیه‌کنندگی عمر خلیفی و با زمان ۹۰ دقیقه ساخته شد. اتفاق مهم دیگر در این سال شکل گرفتن جشنواره فیلم کارتاژ در تونس بود. در واقع این جشنواره قدیمی‌ترین جشنواره فیلم در قاره آفریقا است. همچنین جشنواره فیلم کارتاژ یکی از مهمترین جشنواره‌های فیلم جهان عرب است.
در سال ۱۹۲۷، اولین شرکت پخش فیلم، به نام تونس‌فیلم با نام کامل (شرکت تولید و گسترش سینمایی تونس) فعالیت خود را آغاز کرد. از این زمان تا دهه ۸۰ تولید فیلم به‌طور انحصاری توسط این شرکت انجام می‌شد و به نوعی نظارت دولتی توسط تونس‌فیلم اعمال می‌گردید.

## آغاز فیلمسازی مشترک
پس از استقلال تونس در سال ۱۹۵۶ بازهم سیستم نظارتی تونس‌فیلم ملغی نشد تا اینکه از اواسط دهه ۸۰ چند شرکت کوچک خصوصی فیلم‌سازی در این کشور سر و شکل گرفتند و تصمیم داشتند تونس را به یک هالیوود کوچک در مدیترانه تبدیل کنند. پیش از این در سال ۱۹۷۷ فرانکو زفیرلی برای تولید مجموعه تلویزیونی عیسی ناصری از لوکیشن شمال تونس استفاده کرده بود و به همت طارق بن عمار این روند با اطلاع‌رسانی و شناساندن طبیعت بکر تونس برای استفاده در تولید فیلم سینمایی مشترک به‌طور موفقیت‌آمیزی دنبال شد. شهر زیبای المنستیر و شهر کارتاژ از مهمترین لوکیشن‌های پیشنهادی طارق بن عمار به کمپانی‌های اروپایی و آمریکایی بودند. نتیجه اما بسیار موفقیت‌آمیز جلوه‌گر شد. رومن پولانسکی با فیلم دزدان دریایی (۱۹۸۶)، جورج لوکاس با جنگ ستارگان و ایندیانا جونز و مهمتر از همه آنتونی مینگلا با فیلم اسکاری بیمار انگلیسی از خاک تونس برای تولید آثارشان استفاده کردند.

## سینمای ملی
همانند دیگر کشورهای مستعمره پیشین، تونس نیز در زمینه فرهنگی از جمله در فیلم و سینما تلاش بسیاری داشت تا بر موضع وطن و هویت اصیل اصرار ورزد. از زمان استقلال تونس در سال ۱۹۵۶ تا حدود یک دهه بعد تولید داخلی محدود بود. البته برخی از آثار به موفقیت نسبی در خارج از تونس نیز دست یافتند. پس از عمر خلیفی، ناصر القطاری با فیلم سفیران محصول ۱۹۷۵ سینمای تونس را به جهان معرفی کرد. سفیران زندگی مهاجران مغربی در فرانسه و مبارزه آنها علیه نژادپرستی را به تصویر می‌کشید. این فیلم پس از موفقیت و رونمایی در جشنواره فیلم کارتاژ در سال ۱۹۷۶، در جشنواره بین‌المللی فیلم لوکارنو جایزه ویژه هیئت داوران را کسب کرد و به جشنوراه فیلم کن نیز دعوت شد.
در ادامه فرید بوغدیر با ۳ اثر شامل مردی از خاکستر (۱۹۸۶)، پرنده پشت بام (۱۹۹۰) و تابستانی در لاگولت(۱۹۹۶) زندگی دوران استعمار و پس از آن را در کارهایش نشان داد. از منظر منتقدان سینما به احتمال زیاد بزرگترین موفقیت سینمای تونس تاکنون تابستانی در لاگولت است. این فیلم که زندگی کودکی را در حومه هالفاوین تونس در دهه ۶۰ نشان می‌دهد، در خارج از تونس به ویژه در کشورهای عرب زبان، بسیار مورد اقبال قرار گرفت.

## فیلم‌هایی که تمام یا بخشی از آن در تونس فیلم‌برداری شدند
- مجموعه تلویزیونی عیسی ناصری ساخته فرانکو زفیرلی ۱۹۷۷زنده‌باد مرگ (۱۹۷۱)
- شازده کوچولو (۱۹۷۴)
- جنگ ستارگان (۱۹۷۷)

مجموعه تلویزیونی عیسی ناصری ساخته فرانکو زفیرلی ۱۹۷۷

- عیسی ناصری (مجموعه تلویزیونی) (۱۹۷۷)
- زندگی برایان (۱۹۷۹)
- مهاجمان صندوق گمشده (۱۹۸۱)
- دزدان دریایی (۱۹۸۶)
- ۱۰۰۱ شب (۱۹۹۰)
- بیمار انگلیسی (۱۹۹۶)
- جنگ ستارگان: قسمت اول - تهدید شبح (۱۹۹۹)
- جنگ ستارگان: قسمت دوم - حمله کلون‌ها (۲۰۰۲)
- ببر و برف (۲۰۰۵)
- طلای سیاه (۲۰۱۱)
- بعد به کجا حمله کنیم (۲۰۱۵)

## جشنواره‌ها و آمار وارقام
جشنواره فیلم کارتاژ (انگلیسی: Carthage Film Festival) یک جشنواره فیلم دولتی است که از سال ۱۹۶۶ در شهر باستانی کارتاژ واقع در شمال تونس برگزار می‌شود. جشنواره فیلم کارتاژ اولین و مهم‌ترین جشنواره فیلم در آفریقای شمالی و همچنین یکی از معتبرترین جشنواره‌های مهم سینمایی جهان عرب شناخته می‌شود.
در حال حاضر حدود ۴۱ سالن سینما در تونس وجود دارد. تولید سالیانه فیلم بلند ۴ عدد و جمعیت سینماروی این کشور ششصد هزار نفر برآورد شده‌است.